# Узајамни фонд
Инвестициони фонд или узајамни фонд је институција колективног инвестирања у оквиру које се прикупљају и улажу новчана средства у различите облике имовине са циљем остварења прихода и смањења ризика улагања. Отворени инвестициони фонд је засебна имовина, без својства правног лица.
Узајамни фонд је финансијски поседник који прикупља ресурсе великог броја малих инвеститора (обичних грађана) тако што им продаје своје акције и користи тако прикупљен приход да купи хартије од вредности других издавалаца (акције, обвезнице, деривате и слично). 
Узајамни фондови на тај начин смањују трансакционе трошкове са којима се мали инвеститори суочавају када самостално, а преко брокера учествују на берзи. 
Постоје две врсте узајамних фондова. Једни су отворени и код њих акција може бити у сваком тренутку продата самом фонду, а по цени која зависи од вредности имовине фонда. Други су затворени и код њих постоји фиксан број акција са којима се ванберзански тргује као са акцијама свих осталих форми. Вредност и једних и других акција одређена је вредношћу хартија од вредности у поседу фонда. 
Током последњих деценија веома је порасла вредност имовине узајамних фондова, чему је битан допринос дало укључење обичних грађана у послове инвестирања у хартије од вредности, што је раније била активност којом су се искључиво бавили богатији слојеви. Од две врсте узајамних фондова, знатно су популарнији отворени фондови, захваљујући већој ликвидности њихових акција.